# Nemastomella dipentata
Espèce
Synonymes
- Nemastoma bacilliferum dipentatum Rambla, 1959
- Nemastoma hermanni Kraus, 1959

Nemastomella dipentata est une espèce d'opilions dyspnois de la famille des Nemastomatidae.

## Distribution
Cette espèce est endémique d'Espagne. Elle se rencontre dans la communauté de Madrid, en Castille-et-León, dans La Rioja, en Castille-La Manche dans la province de Guadalajara et en Aragon dans la province de Saragosse.

## Description
Le mâle holotype mesure 2,0 mm et la femelle paratype 2,5 mm.

## Systématique et taxinomie
Cette espèce a été décrite sous le protonyme Nemastoma bacilliferum dipentatum par Rambla en 1959. Elle est élevée au rang d'espèce par Kraus en 1961. Elle est placée dans le genre Nemastomella par Staręga en 1987.
Nemastoma hermanni a été placée en synonymie par Kraus en 1961.

## Publication originale
- Rambla, 1959 : « Contribuciones al Estudio de los Opiliones de la fauna Iberica. Opiliones de la Sierra de Guadarrama. » Publicaciones del Instituto de Biologia Aplicada, vol. 29, p. 59–110.